# They Call Me Mister Tibbs!
They Call Me Mister Tibbs! (bra: Noite sem Fim; prt: Chamam-Me Mr. Tibbs!) é um filme estadunidense de 1970, dos gêneros policial e suspense, dirigido por Gordon Douglas.
É a sequência de In the Heat of the Night (1967) com Sidney Poitier reprisando o papel do detetive Virgil Tibbs, agora na polícia de São Francisco (Califórnia).
O título é uma citação que ficou famosa, dita por Poitier no primeiro filme.[carece de fontes?]
Ao contrário da primeira produção, essa sequência segue o estilo blaxploitation e o roteiro apresenta cenas de ação parecidas com os filmes policiais da época[carece de fontes?], como os subsequentes Dirty Harry e The French Connection de 1971.
Como no primeiro filme, Quincy Jones escreveu a trilha sonora, adotando dessa vez uma sonoridade funk[carece de fontes?], típica do trabalho do compositor no início dos anos de 1970[carece de fontes?] (a composição anterior misturou country e blues[carece de fontes?]) .

## Elenco
- Sidney Poitier...Virgil Tibbs
- Martin Landau...Reverendo Logan Sharpe
- Barbara McNair...Valerie Tibbs, esposa de Virgil
- Anthony Zerbe...Rice Weedon, dono do prédio onde ocorreu o assassinato
- Edward Asner...Woody Garfield, dono da imobiliária
- Jeff Corey : capitão Marden, superior de Virgil
- Norma Crane...Marge Garfield, esposa do dono da imobiliária
- Juano Hernandez...Mealie Williamson, zelador
- David Sheiner...tenente Kenner, parceiro de Virgil
- Beverly Todd...Puff, prostituta
- Garry Walberg...médico legista

## Sinopse
Uma prostituta é assassinada em um prédio de reputação duvidosa e o principal suspeito é o reverendo Logan Sharpe, amigo de longa data do detetive Virgil Tibbs, que assume o comando das investigações a contragosto de seu chefe.